# Liste des guerres d'Israël
Cette liste regroupe les guerres et conflits ayant vu la participation d'Israël.

## Liste
- Victoire israélienne
- Défaite israélienne
- Autre résultat (par exemple un traité ou une paix sans un résultat clair, un statu quo ante bellum, un résultat inconnu ou indécis)
- Conflit en cours

| Début             | Fin              | Nom du conflit                         | Belligérants                 | Belligérants                                                    | Lieu                                                              | Issue |
| Début             | Fin              | Nom du conflit                         | Alliés (y compris Israël)    | Ennemis                                                         | Lieu                                                              | Issue |
| ----------------- | ---------------- | -------------------------------------- | ---------------------------- | --------------------------------------------------------------- | ----------------------------------------------------------------- | --- |
| mai 1948          | mars 1949        | Guerre israélo-arabe de 1948-1949      | Israël                       | Royaume d'Égypte Royaume d'Irak Jordanie Syrie Jihad al-Muqadas | Israël Sud-Liban                                                  | Victoire israélienne Accords d'armistice israélo-arabes de 1949 |
| octobre 1956      | mars 1957        | Guerre de Suez                         | Israël France Royaume-Uni    | Égypte                                                          | Sinaï                                                             | Victoire militaire des coalisés Victoire politique de l'Égypte et reprise du contrôle de canal de Suez par l'Égypte |
| 5 juin 1967       | 10 juin 1967     | Guerre des Six Jours                   | Israël                       | Égypte Syrie Jordanie                                           | Israël, Égypte, Cisjordanie, Syrie                                | Victoire israélienne |
| juillet 1967      | août 1970        | Guerre d’usure                         | Israël                       | République arabe unie Union soviétique OLP Cuba Jordanie        | Sinaï, Jordanie                                                   | Les deux camps revendiquent la victoire. Poursuite de l'occupation israélienne du Sinaï |
| 6 octobre 1973    | 24 octobre 1973  | Guerre du Kippour                      | Israël                       | Égypte Syrie                                                    | Rives du canal de Suez, Plateau du Golan et régions avoisinantes. | Victoire tactique israélienne Cessez-le-feu de l'ONU Accord du 4 septembre 1975 sur le Sinaï |
| 3 juillet 1976    | 4 juillet 1976   | Raid d'Entebbe                         | Israël                       | Ouganda                                                         | Aéroport international d'Entebbe en Ouganda                       | Mission réussie 102 otages sur 105 secourus |
| juin 1982         | septembre 1982   | Intervention israélienne au Liban      | Israël Armée du Liban Sud    | Syrie OLP                                                       | Sud-Liban                                                         | Victoire tactique israélienne qui finit toutefois par devoir quitter le Liban ; occupation militaire du Liban-sud. |
| décembre 1987     | décembre 1993    | Première intifada                      | Israël                       | Palestiniens OLP Hamas                                          | Israël, Bande de Gaza, Cisjordanie                                | Accords d'Oslo |
| 28 septembre 2000 | 2005             | Seconde intifada                       | Israël                       | Palestiniens Hamas Jihad islamique palestinien Fatah            | Israël, Bande de Gaza, Cisjordanie                                | Construction de la barrière de séparation israélienne |
| 12 juillet 2006   | 14 août 2006     | Conflit israélo-libanais de 2006       | Israël                       | Liban Hezbollah                                                 | Liban, Israël                                                     | Cessez-le-feu. Les deux camps revendiquent la victoire. Déploiement de l'armée libanaise dans le sud du Liban et placement de forces de l'UNIFIL. Israël ne parvient pas à éliminer le Hezbollah du Sud Liban. Résolution 1701 du Conseil de sécurité des Nations unies |
| 27 décembre 2008  | 18 janvier 2009  | Guerre de Gaza de 2008-2009            | Israël                       | Hamas Jihad islamique palestinien Fatah                         | Bande de Gaza                                                     | Les deux camps revendiquent la victoire. Cessez-le-feu. |
| 14 novembre 2012  | 21 novembre 2012 | Guerre de Gaza de 2012                 | Israël                       | Hamas Jihad islamique palestinien                               | Bande de Gaza                                                     | Cessez-le-feu |
| 8 juillet 2014    | 26 août 2014     | Guerre de Gaza de 2014                 | Israël                       | Hamas Jihad islamique palestinien                               | Bande de Gaza                                                     | Cessez-le-feu Les deux camps revendiquent la victoire sans conclusion politique. |
| 13 avril 2021     | 21 mai 2021      | Conflit israélo-palestinien de 2021    | Israël                       | Hamas Jihad islamique palestinien                               | Bande de Gaza                                                     | Cessez-le-feu ; retour au statu quo ante bellum |
| 7 octobre 2023    | En cours         | Guerre à Gaza depuis 2023              | Israël                       | Hamas                                                           | Bande de Gaza                                                     | En cours |
| 1er avril 2024    | En cours         | Conflit Iran-Israël Guerre Israël-Iran | Israël États-Unis d'Amérique | Iran                                                            | Israël, Iran                                                      | En cours |